# Liquirizia
Pour plus de détails, voir Fiche technique et Distribution.
Liquirizia (litt. « réglisse » en italien) est une comédie italienne réalisée par Salvatore Samperi et sortie en 1971. 

## Synopsis
À Padoue, deux groupes d'étudiants — les lycéens de troisième classe et les étudiants scientifiques — décident de monter une pièce de théâtre pour fêter le dernier jour d'école. La confrontation sur le théâtre semble être un nouveau défi entre les deux groupes après celui du football. Dirigés par le geek à lunettes Carletto, qui voudrait être metteur en scène quand il sera grand, les lycéens préparent des numéros de théâtre d'opéra avec des chansons et aux spectacles de variétés.

## Fiche technique
- Titre italien original : Liquirizia[1]
- Réalisateur : Salvatore Samperi
- Scénario : Giorgio Basile, Gianfranco Manfredi, Salvatore Samperi
- Photographie : Pasqualino De Santis
- Montage : Sergio Montanari
- Musique : Gianfranco Manfredi, Ricky Gianco
- Décors : Luciano Puccini (it)
- Costumes : Cristiana Lafayette
- Production : Luciano Anzellotti, Gianfranco Piccioli
- Société de production : Alex Cinematografica, Hera Cinematografica
- Pays de production :  Italie
- Langues originales : italien
- Format : couleur par Technicolor - 1,85:1 - Son mono
- Durée : 100 minutes
- Genre : comédie
- Dates de sortie :
  - Italie : 14 septembre 1979

## Distribution
- Christian De Sica : Gian Galeazzo Lo Cascio
- Barbara Bouchet : Mme Raffaella
- Gigi Ballista : M. Bartolozzi, marchand de chaussures
- Teo Teocoli : Flyn
- Jenny Tamburi : Marina
- Tino Schirinzi : Professeur Martini
- Stefano Ruzzante : Carletto
- Massimo Anzellotti : Fulvio
- Eros Pagni : barman
- Giancarlo Magalli : Moustache
- Benedetta Fazzini : La fille de M. Bartolozzi
- Simona Mariani : Giulia
- Carmen Russo : Fiancée de Fulvio
- Enzo Cannavale : concierge
- Enzo Liberti : père de Fulvio
- Ricky Gianco : Tonazzi 'Er Nano'
- Donatello (chanteur) : guitariste du groupe de Tonazzi
- Sandro Ghiani : lycéen
- Diego Cappuccio : lycéen
- Paolo Baroni : lycéen
- Christiana Borghi : lycéenne
- Gianfranco Manfredi : lycéen
- Francesca Codispoti : danseuse au lycée